# Extensão (filosofia)
Em Filosofia da Linguagem, e em semântica, o objecto ou os objectos (caso existam), aos quais uma expressão linguística se aplica, constituem a extensão dessa expressão. Por outro lado, o conceito contido na expressão, ou a representação conceptual nela contida, constitui a intensão da expressão linguística.
A extensão do termo singular “estrela da manhã” coincide com a extensão do termo singular “estrela da tarde”, pois ambos os termos se aplicam ao mesmo planeta – Vénus. Mas o termo "unicórnio" não têm qualquer extensão, porque simplesmente não existe.
O conceito de extensão remete a Descartes, que defendia a existência de duas substâncias criadas – a matéria e a mente. A característica essencial da matéria é a sua extensão; a característica essencial da mente é o pensamento. A extensão de um nome, ou de um termo singular em geral, é o objecto referido por esse nome ou termo. A extensão de um predicado é constituída por aquelas coisas a que o predicado se aplica. Por exemplo, a extensão do nome “árvore” são todas as árvores.